# Главна контрола Краљевине Југославије
Главна контрола Краљевине Југославије је била врховни рачунски суд и рачунско надлештво у Краљевини Југославији.

## Делокруг
Главна контрола Краљевине Југославије је као врховни рачунски суд наследила Главну контролу из Краљевине Срба, Хрвата и Словенаца чије је уређење било прописано Законом о Главној контроли од 30. маја 1922. Затим, према Видовданском уставу (1921) постојала је Главна контрола као врховни рачунски суд за преглед државних рачуна и надзирање над извршењем државног и обласних буџета.
Првих месеци Шестојануарске диктатуре (1929) Главна контрола је као посебно рачунско надлештво и врховни рачунски суд отклањала противзакониту употребу или оштећење материјалних државних средстава, а прегледом државних рачуна је утврђивала њихову исправност, злоупотребе или неправилности, па с тим у вези и законску одговорност за злоупотребе и накнаде штете. Главна контрола је оцењивала и оверавала завршни државни рачун и израђивала извештај за краља, о потребним примедбама у погледу исправности и законитости у прикупљању и издавању државног новца и руковању са државном имовином. Нарочито је морала образложити да ли је било буџетских прекорачења, пребацивања појединих сума из једне буџетске партије у другу, трошења буџетских уштеда и издатака на потребе или циљеве који буџетом нису предвиђени. Када би се буџет донео, министар финансија би слао Главној контроли буџет у оригиналу заједно са његовим специјалним делом, у коме су поред партија биле изложене и позиције за свако надлештво и установу.
По октроисаном Септембарском уставу (1931) Главна контрола је постојала као врховни рачунски суд за преглед државних рачуна и надзирање над извршењем државног и самоуправних буџета. Она је прегледала, исправљала и ликвидирала рачуне опште администрације и свих рачунополагача према државној благајни. Мотрила је да се не прекорачи ниједан издатак по буџету и да се нека сума не преноси из једне буџетске партије у другу. Она је завршавала рачуне свих државних управа и била је дужна прикупљати све потребне доказе и обавештења. Законом се одређивало у којим ће случајевима против одлуке Главне контроле имати места жалби Касационом суду.
Завршни државни рачун подносио се Народном представништву на решење са примедбама Главне контроле и то најдаље за једну годину, рачунајући од завршетка сваке рачунске године. Затим, Министарски савет је подносио Народној скупштини од Главне контроле оверени извештај о извршењу закључених уговора о државним зајмовима и њиховом утрошку.

## Састав
Према Закону о изменама и допунама Закона о Главној контроли (1929) председника и чланове Главне контроле је постављао краљ на предлог председника Министарског савета. Председник и половина чланова су морали бити правници. Требало је да остали имају десет година указне службе у финансијској струци. Правила о државним стручним испитима за особље прописивала је Општа седница Главне контроле.
Председник и чланови Главне контроле су имали принадлежности председника и судија Касационог суда.
Према Септембарском уставу (1931) председника и чланове Главне контроле је бирала Народна скупштина Краљевине Југославије са кандидационе листе коју је састављао Државни савет и на којој је било предложено два пута онолико кандидата колико је празних места.